# Sylvie Aubenas
Pour les articles homonymes, voir Aubenas.
Sylvie Aubenas, née le 23 juin 1959 à Toulouse (Haute-Garonne), est une conservatrice des bibliothèques et historienne française. 
Archiviste paléographe et conservatrice générale des bibliothèques, elle est directrice du département des Estampes et de la Photographie de la Bibliothèque nationale de France depuis le 14 mai 2007.

## Biographie

### Formation
Sylvie Aubenas est admise à l'École nationale des chartes à l'issue du concours d'entrée de 1984. Elle y obtient le diplôme d'archiviste paléographe en 1988 après avoir soutenu une thèse d'établissement intitulée Alphonse Poitevin (1819-1882) : photographe et inventeur : la naissance des procédés de reproduction photographique et de la photographie inaltérable.

### Carrière professionnelle
Le 16 juillet 1988, elle est nommée conservatrice des bibliothèques à l'École nationale supérieure des bibliothèques. Elle est affectée à la Bibliothèque nationale de France le 1er janvier 1990, et promue conservatrice en chef le 1er janvier 1999. Elle entre en 2001 au Comité des travaux historiques et scientifiques dans la section d'archéologie et d'histoire des civilisations médiévales et modernes.
Le 1er janvier 2006, elle est nommée adjointe de Laure Beaumont-Maillet, directrice du département des Estampes et de la Photographie de la Bibliothèque nationale de France. L'année suivante, elle est promue conservatrice générale le 1er janvier et directrice du département des Estampes et de la Photographie le 14 mai.
Elle a été le commissaire de nombreuses expositions de photographie ancienne, professeur associé pendant neuf ans à l'université Paris-Sorbonne, et organise le prix Niépce avec l'association Gens d'Images.

## Décoration
- Chevalier de la Légion d'honneur (décret du 31 décembre 2020)[11].

## Publications
- Alphonse Poitevin : collections Musée Niépce, Chalon-sur-Saône : musée Nicéphore-Niépce, 1987 (catal. d'expo.)
- D'encre et de charbon : le concours photographique du duc de Luynes (1856-1867), Paris : BnF, 1994 (catal. d'expo.)
- Nadar (coll.), Paris : RMN ; New York : Metropolitan Museum of Art, 1995 (catal. d'expo.)
- Charles Aubry, photographe, Paris : BnF, 1996 (catal. d'expo.)
- L'Art du nu au XIXe siècle : le photographe et son modèle (dir., avec Sylviane de Decker-Heftler, Catherine Mathon, Hélène Pinet), Paris : BnF/Hazan, 1997 (catal. d'expos.)
- Edgar Degas photographe (coll.), Paris : BnF, 1999 (catal. d'expo.)
- Voyage en Orient (avec Jacques Lacarrière), Paris : BnF/Hazan, 1999
- Obscénités : photographies interdites d'Auguste Belloc (avec Philippe Comar), Paris : BnF/A. Michel, 2001
- Gustave Le Gray, 1820-1884 (dir.), Paris : BnF/Gallimard, 2002 (catal. d'expo.)
- Le Gray, l'œil d'or de la photographie, Paris : Gallimard, coll. « Découvertes Gallimard Hors série », 2002
- Gustave Le Gray, Paris : Phaidon, 2003
- Minot-Gormezano : le chaos et la lumière, 1983-2001 (avec Anne Biroleau), Paris : BnF/Gallimard, 2003 (catal. d'expo.)
- Portraits-visages (1853-2003) (avec Anne Biroleau), Paris : BnF/Gallimard, 2003 (coll.)
- Arbres inédits d'Atget (avec Guillaume Le Gall), Paris : Marval, 2003
- Des photographes pour l'Empereur : les albums de Napoléon III, Paris : BnF, 2004 (catal. d'expo.)
- Objets dans l'objectif : de Nadar à Doisneau (avec Dominique Versavel), Paris : BnF, 2005 (catal. d'expo.)
- Les Séeberger, photographes de l'élégance (1909-1939) (dir.), Paris : BnF/Seuil, 2006 (catal. d'expo.)
- Atget, une rétrospective (dir., avec Guillaume Le Gall), Paris : BnF/Hazan, 2007 (catal. d'expo.)
- Delacroix et la Photographie (coll.), Paris : musée du Louvre/Le Passage, 2008 (catal. d'expo.)
- Primitifs de la photographie : le calotype en France, 1843-1860 (dir., avec Paul-Louis Roubert), Paris : BnF/Gallimard, 2010 (catal. d'expo.)
- Brassaï, le flâneur nocturne (avec Quentin Bajac), Paris : Gallimard, 2011
- La Photographie en cent chefs-d'œuvre (dir., avec Marc Pagneux), Paris : BnF, 2012 (catal. d'expo.)
- Cache-sexe : le désaveu du sexe dans l'art (avec Philippe Comar), Paris : La Martinière, 2014
- Les Nadar : une légende photographique (dir., avec Anne Lacoste), Paris : BnF, 2018
- Dominique Rouet (dir.), Sylvie Aubenas (dir.) et Benoît Eliot (dir.), Photographier en Normandie 1840-1890 : un dialogue premier entre les arts, In Fine éditions d'art, 2024, 320 p. (ISBN 978-2-38203-175-9, présentation en ligne).